# Cinquième législature du Parlement européen
législature du Parlement européen de 1999 à 2004
20 juillet 1999 - 20 juillet 2004
(5 ans)
4e législature 6e législature
La cinquième législature du Parlement européen a été élue lors des élections de 1999 et a duré jusqu'aux élections de 2004.

## Événements majeurs
- 10-13 juin 1999
  - Élections européennes de 1999.

- 20 juillet 1999
  - Première réunion (session constitutive) de la cinquième législature du parlement.
  - Giorgio Napolitano préside la séance en tant que second doyen d'âge (Mário Soares, le doyen d'âge étant candidat à la présidence, il ne peut donc pas présider la séance inaugurale)[1].
  - Nicole Fontaine est élue Présidente du Parlement européen.[2]

- 15 septembre 1999
  - La Commission Prodi est approuvée par le Parlement[3],[4].

- 16 septembre 1999
  - La Commission Prodi entre en fonction.

- 15 janvier 2002
  - Mário Soares préside la séance en tant que doyen d'âge.
  - Pat Cox est élu Président du Parlement européen[5].

## Président du Parlement européen

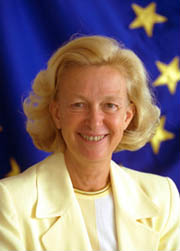
Nicole Fontaine, présidente du Parlement européen, du 20 juillet 1999 au 15 janvier 2002.
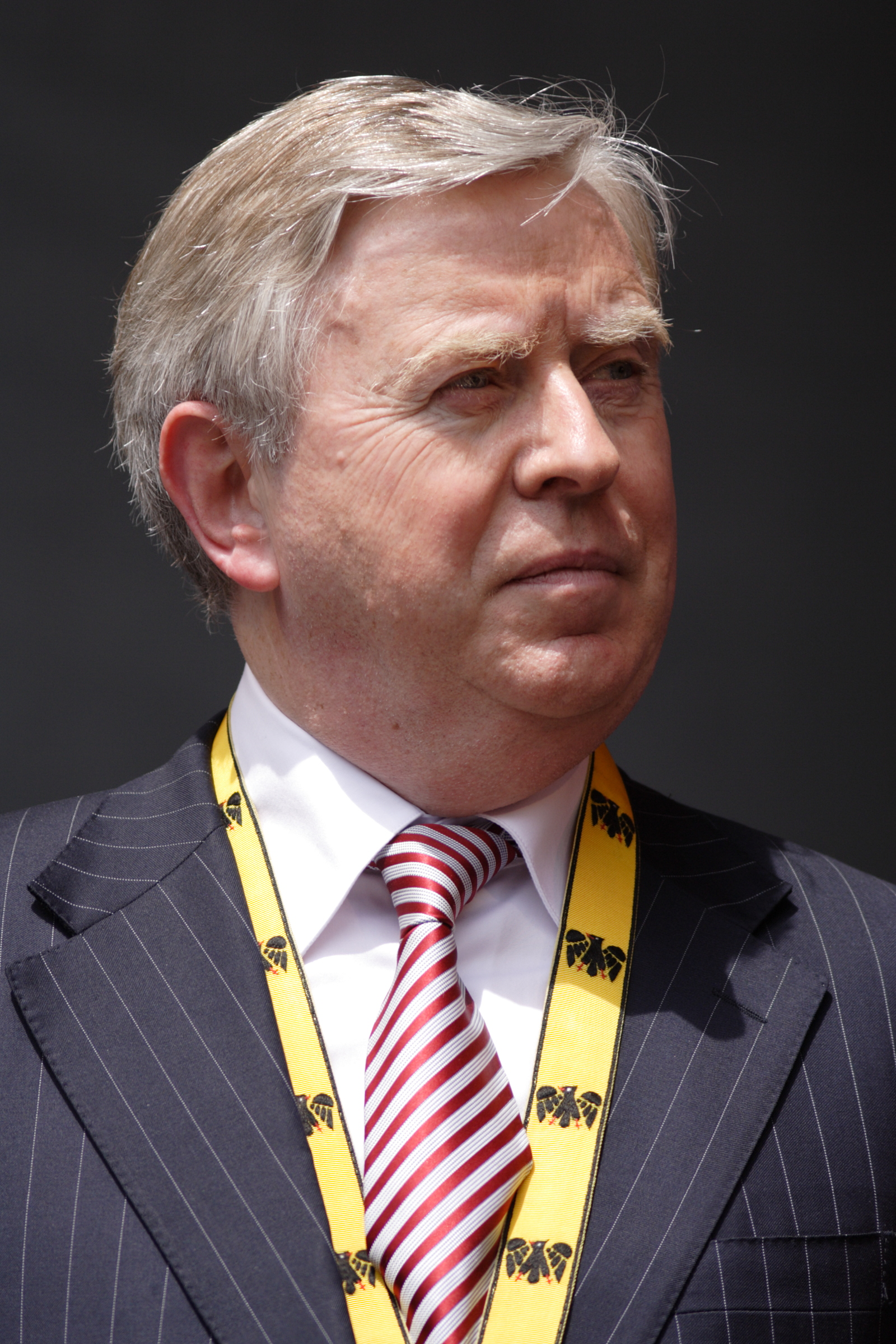
Pat Cox, président du Parlement européen, du 15 janvier 2002 au 20 juillet 2004.

## Vice-Présidents du Parlement européen

### 20 juillet 1999 - 15 janvier 2002[6]
| 1  | David Martin           |  | PSE       | Royaume-Uni |
| 2  | Renzo Imbeni           |  | PSE       | Italie      |
| 3  | Gerhard Schmid         |  | PSE       | Allemagne   |
| 4  | James Provan           |  | PPE       | Royaume-Uni |
| 5  | Ingo Friedrich         |  | PPE       | Allemagne   |
| 6  | Marie-Noëlle Lienemann |  | PSE       | France      |
| 7  | Guido Podestà          |  | PPE       | Italie      |
| 8  | Alejo Vidal-Quadras    |  | PPE       | Espagne     |
| 9  | Joan Colom i Naval     |  | PSE       | Espagne     |
| 10 | José Pacheco Pereira   |  | PPE       | Portugal    |
| 11 | Luís Marinho           |  | PSE       | Portugal    |
| 12 | Jan-Kees Wiebenga      |  | ELDR      | Pays-Bas    |
| 13 | Alonso José Puerta     |  | GUE/NGL   | Espagne     |
| 14 | Gérard Onesta          |  | Verts/ALE | France      |

### 15 janvier 2002 - 20 juillet 2004[7]
| 1  | David Martin            |  | PSE       | Royaume-Uni |
| 2  | Giorgos Dimitrakopoulos |  | PPE       | Grèce       |
| 3  | Charlotte Cederschiöld  |  | PPE       | Suède       |
| 4  | Renzo Imbeni            |  | PSE       | Italie      |
| 5  | Alejo Vidal-Quadras     |  | PPE       | Espagne     |
| 6  | Guido Podestà           |  | PPE       | Italie      |
| 7  | Ingo Friedrich          |  | PPE       | Allemagne   |
| 8  | Catherine Lalumière     |  | PSE       | France      |
| 9  | Joan Colom i Naval      |  | PSE       | Espagne     |
| 10 | José Pacheco Pereira    |  | PPE       | Portugal    |
| 11 | James Provan            |  | PPE       | Royaume-Uni |
| 12 | Gerhard Schmid          |  | PSE       | Allemagne   |
| 13 | Gérard Onesta           |  | Verts/ALE | France      |
| 14 | Alonso José Puerta      |  | GUE/NGL   | Espagne     |

## Président de la Commission européenne

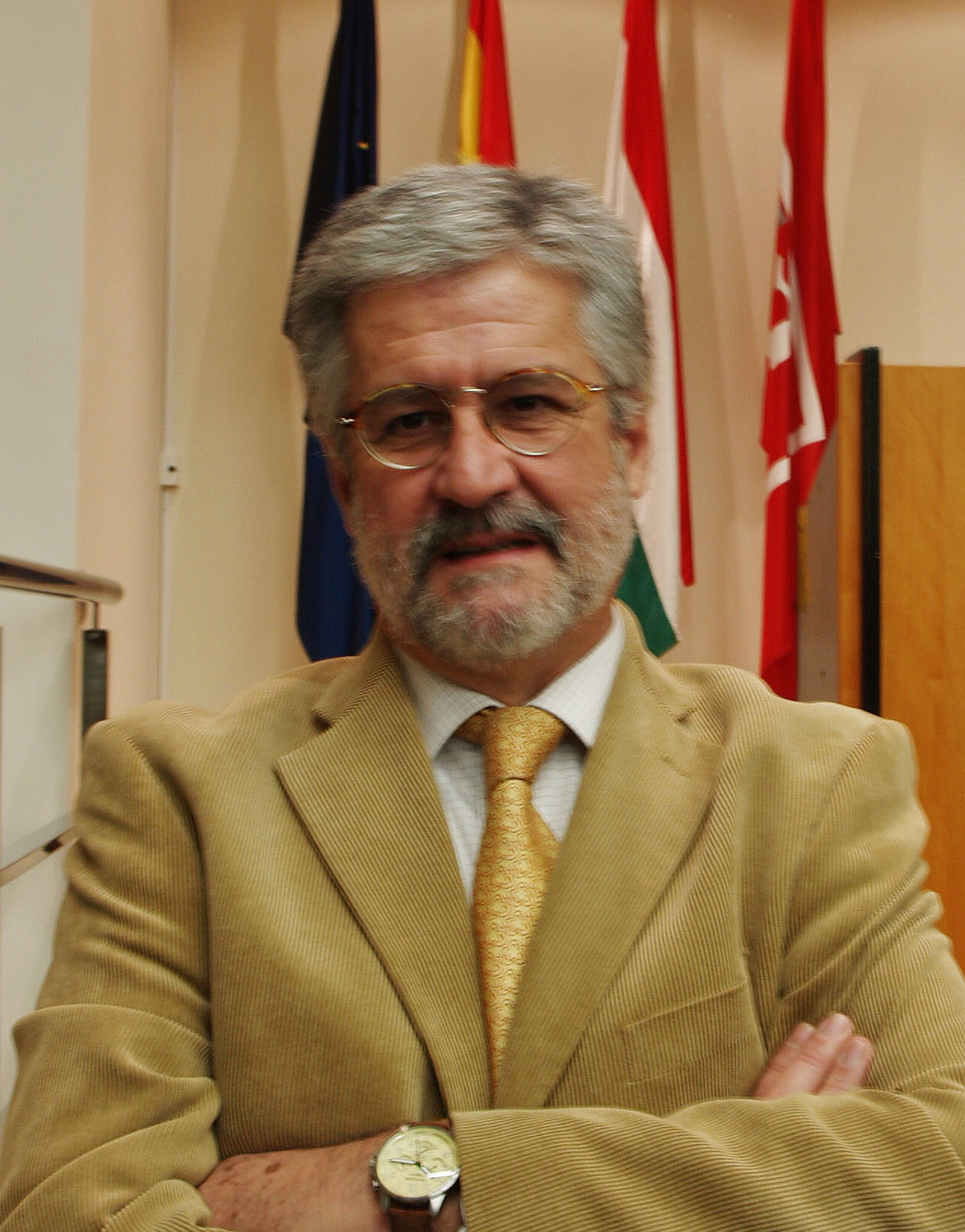
Manuel Marín, président de la Commission européenne par intérim, du 16 mars 1999 au 15 septembre 1999.
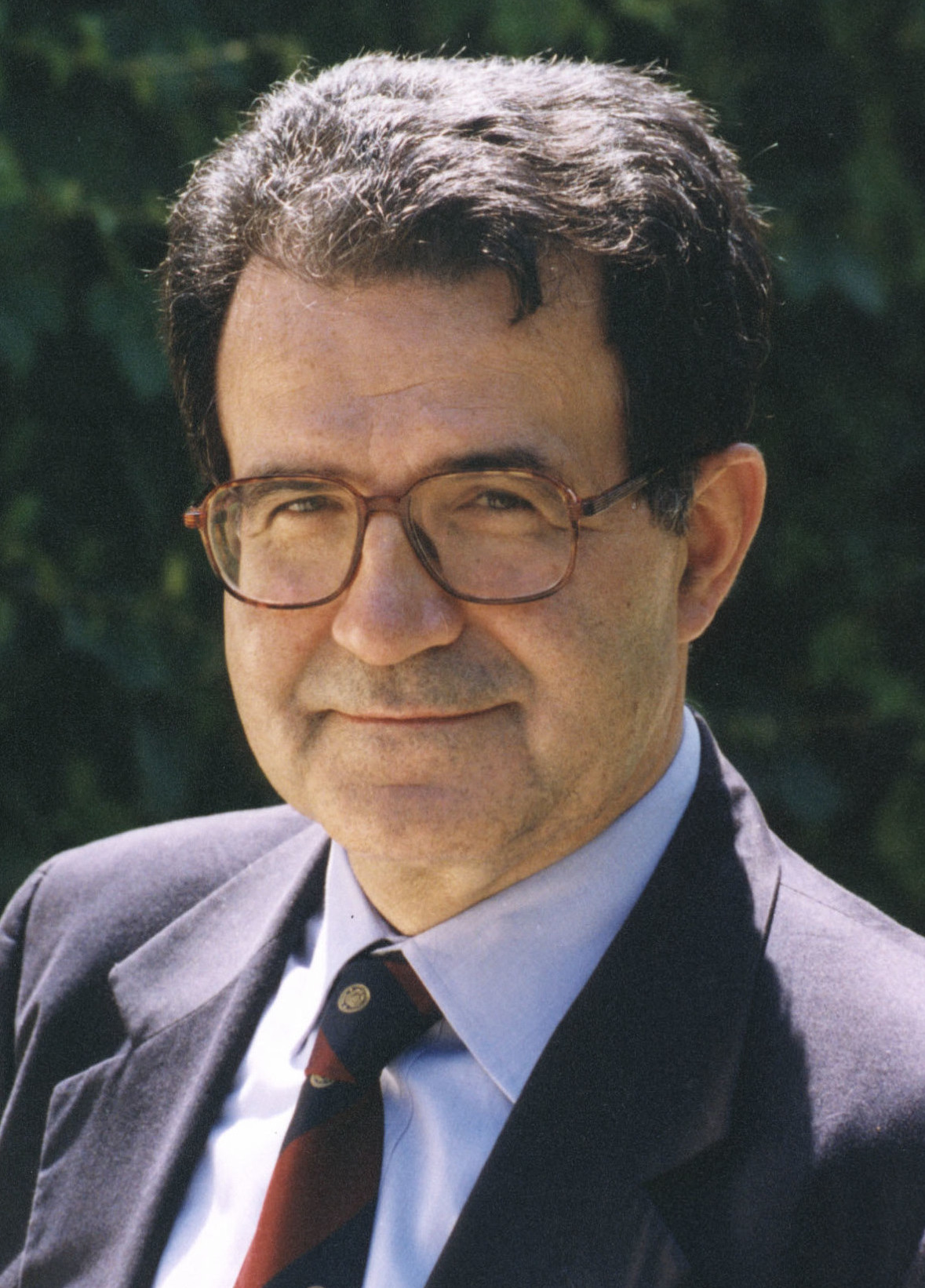
Romano Prodi, président de la Commission européenne, du 16 septembre 1999 au 22 novembre 2004[3].